# Го Цзе
Го Цзе (кит. 郭洁; 1912—2015) — китайский спортсмен, метатель диска; участник летних Олимпийских игр в Берлине (1936).
На момент своей смерти он был последним оставшимся в живых членом китайской делегации на летних Олимпийских играх 1936 года. В 2008 году Го Цзе помогал нести Олимпийский факел на летних Олимпийских играх в Пекине по улицам Сианя.

## Биография
Родился 16 января 1912 года в городе Далянь. 
Посещал среднюю школу в Порт-Артуре. Занимался баскетболом, футболом  и лёгкой атлетикой, наиболее удачно выступая в метании диска. В 1935 году Го Цзе стал чемпионом Китайских национальных игр, где также занял четвертое место в пятиборье и соревновался в толкании ядра. Год спустя он установил с результатом 41,07 м национальный рекорд в метании диска и участвовал в 1936 году она Олимпийских играх в Берлине. Здесь спортсмен снова установил национальный рекорд — 41,13 м, хотя этого результата оказалось недостаточно, чтобы квалифицироваться в финал соревнований.
За достигнутый результат на Олимпиаде, Го Цзе ездил в Японию, где в 1942 году окончил сельскохозяйственный факультет Токийского университета. После образования в 1949 году Китайской Народной Республики, преподавал до 1952 года в Пекинском университете, после чего был переведён на работу в город Сиань, где занимался зерновыми культурами. Затем работал в Сианьском институте физической культуры как научный исследователь и тренер, откуда в 1987 году вышел на пенсию. 
Результаты исследований Го Цзе, заключающиеся в сохранении здоровья и долголетия, были опубликованы в виде буклетов и бесплатно распространялись по всей стране.
Умер 15 ноября 2015 года в городе Сиань.